# 美國法典第10編
美國法典第10編（英語：Title 10 of the United States Code）是美国法典的法律條文，它概要說明美军的角色定位。在法律上，它賦予美国国防部下轄各軍種和各部門的角色定位、職責任務與組織架構。
第10編共五個分編，如下所示：
- A分編－軍法總則，包含統一軍法典[註 1]
- B分編－陸軍[註 2]
- C分編－海軍與陸戰隊[註 3]
- D分編－空軍[註 4]
- E分編－美軍預備役部隊（英语：Reserve components of the United States Armed Forces）[註 5]

現今的第10編是根據1956年8月10日美國國會法案編修舊的第10編與第34編合併而成的成文法。

## 外部連結
- U.S. Code Title 10，美國政府出版局
- U.S. Code Title 10 （页面存档备份，存于），康奈尔大学